# Rytidosperma
Rytidosperma és un gènere de plantes de la família de les poàcies, ordre de les poals, subclasse de les commelínides, classe de les liliòpsides, divisió dels magnoliofitins.
De vegades s'inclou al gènere Danthonia.

## Taxonomia
(vegeu-ne una relació a Wikispecies)

## Sinònims
(Els gèneres marcats amb dos asteriscs (**) són sinònims possibles)

**Austrodanthonia H. P. Linder, 
**Karroochloa Conert & Türpe, 
**Merxmuellera Conert, 
**Monostachya Merr., 
**Notodanthonia Zotov, 
**Phaenanthoecium C. E. Hubb.